# 尼爾阿姆
尼爾阿姆（直译：「國家草地」），是以色列南部區的一座基布茲。其位於斯代羅特附近，佔地20000杜納畝，隸屬於尼格夫門戶地區議會管轄。2021年人口為683人。

## 歷史
尼爾阿姆於1943年8月19日由來自比薩拉比亞的移民建立，他們是青年運動戈登主義的成員，其中包括後來成為以色列國會議員的茲維·格爾肖尼。多年來，基布茲也吸收來自阿根廷、法國和南非的移民。1948年以色列-阿拉伯戰爭期間，這裡是內蓋夫旅的總部。1948年3月，以色列政治家雅科夫·里夫廷撰寫一份調查哈加拿和帕爾馬赫部隊虐待行為的報告，其中顯示一名阿拉伯人被抓獲、折磨和殺害。
在2023年哈馬斯發動的阿克薩洪水行動襲擊以色列期間，由於安全協調員殷巴爾·拉賓-利伯曼的迅速行動，尼爾阿姆是加沙附近少數幾個避免入侵和傷亡的村莊之一。

## 經濟、文化與地標

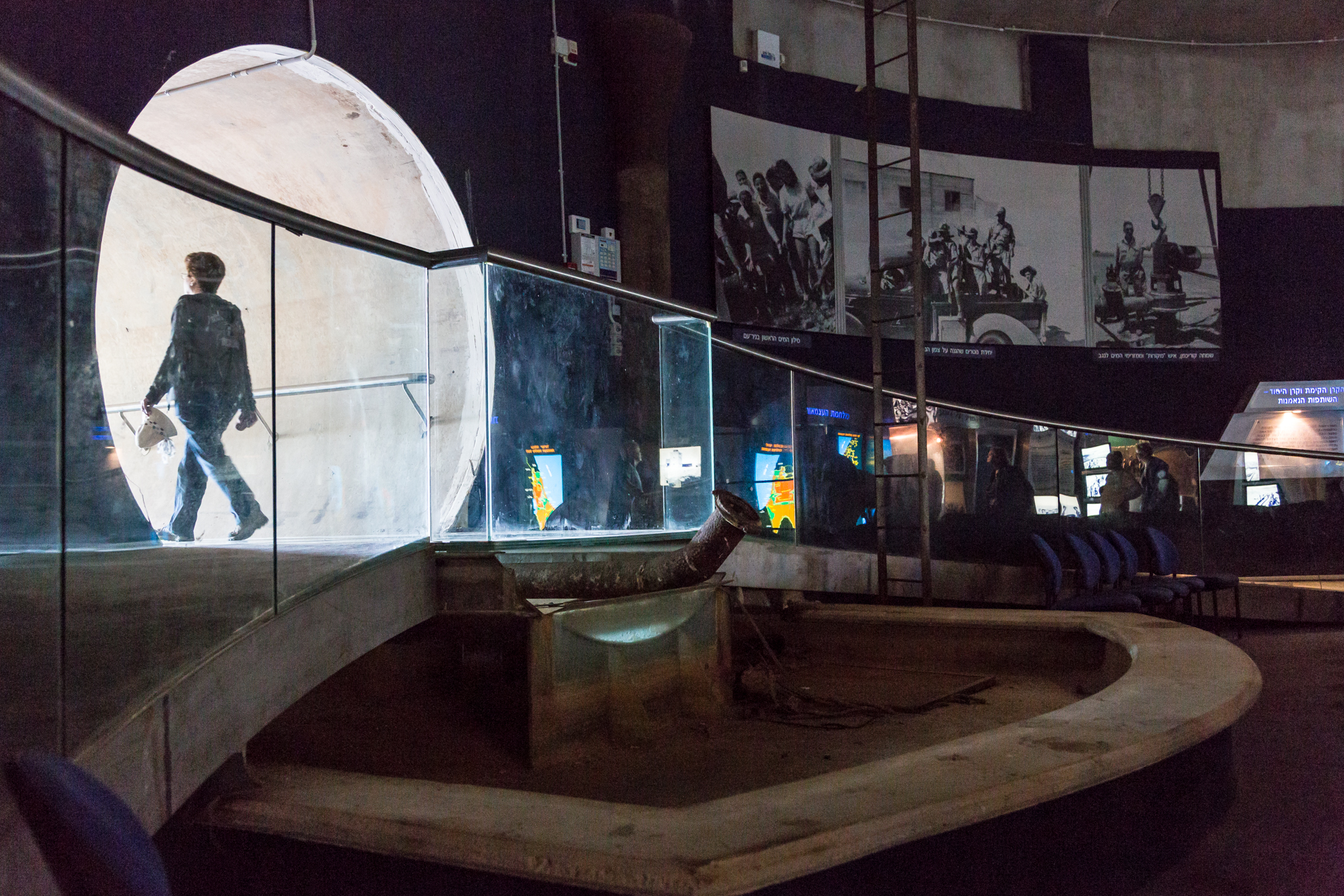
內蓋夫水與安全博物館

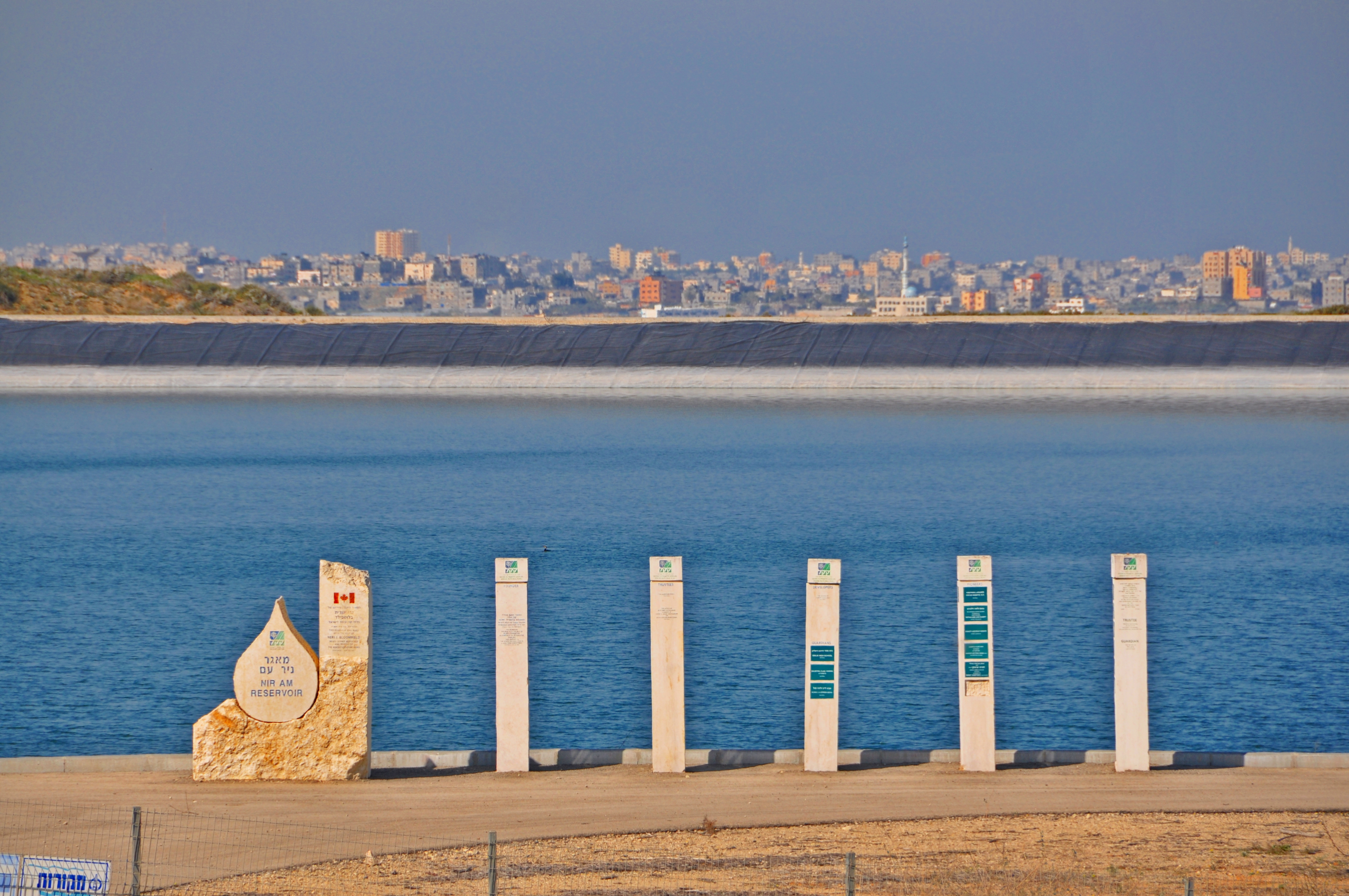
尼爾阿姆水庫，背景是加沙走廊的拜特哈嫩鎮

尼爾阿姆基布茲創建一個創新工作區，辦公室和工作場所出租給新創公司、從事高科技活動的小公司。
「內蓋夫水與安全博物館」位於尼爾阿姆，毗鄰梅科羅特的尼爾阿姆水庫。
阿薩夫·西博尼觀景台和紀念館位於尼爾阿姆水庫附近，可觀賞到加沙地帶，尤其是賈巴利亞的風景。

## 圖集

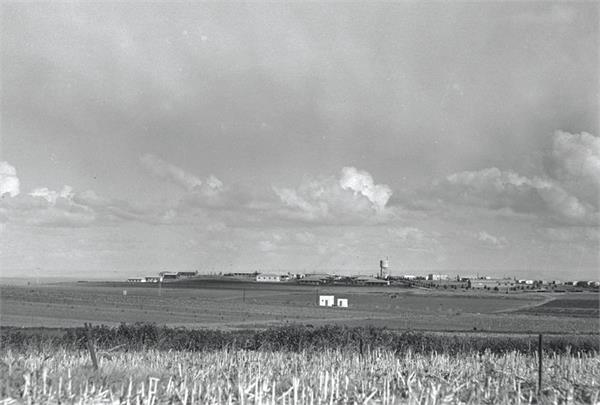
1947年尼爾阿姆
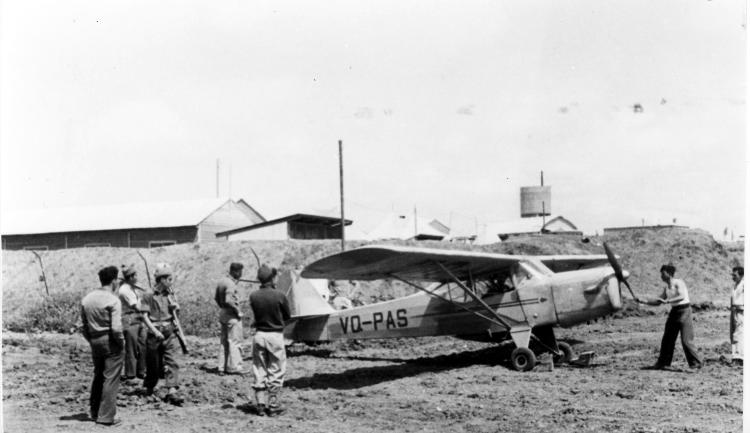
1948年，帕爾馬赫飛行員在尼爾阿姆
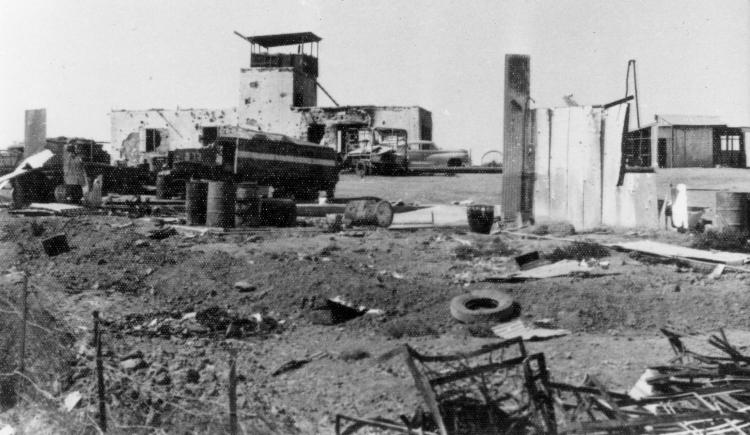
1948年戰鬥後的尼爾阿姆基布茲
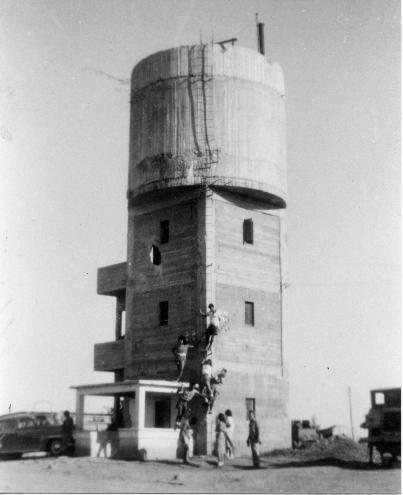
1948年10月，約阿夫行動期間的尼爾阿姆基布茲

## 外部鏈接
- Kibbutz website （页面存档备份，存于） （希伯來語）
- Nir Am Negev Information Centre
- SouthUp innovation-center （页面存档备份，存于） for the Gaza envelope and Israel's "periphery" (disadvantaged regions, mostly near the borders); offices in Sha'ar Hanegev and Nir Am